# Sophie Divry
Sophie Divry, född 1979 i Montpellier, är en fransk författare och journalist. Hennes romaner är översatta till flera språk och hon har fått flera priser.

## Biografi
Sophie Divry har studerat vid L'École supérieure de journalisme i Lille och L'Institut d'études politiques i Lyon där hon är bosatt. 2004–2010 arbetade hon som journalist för magasinet La Décroissance, en tidskrift som riktar sig till en läsekrets som fruktar konsekvenserna av ständig ekonomisk tillväxt och stödjer tanken på en måttfull konsumtion och hushållande med jordens resurser – "ekokapitalism". Hon har också medverkat i det lekfulla  radioprogrammet Des Papous dans la tête från France Culture. Som författare debuterade hon 2010 med romanen La Cote 400 (kod 400).
Hon är katolik, feminist och har varit politiskt engagerad på vänsterkanten  

## Författarskap
I Kod 400, den enda svenska översättningen, är huvudpersonen en kvinnlig medelålders bibliotekarie som i en monolog riktad till en besökare som dröjt sig kvar i lokalen över natten uttrycker sin frustration och bitterhet över bland annat den speciella (saknade) klassifikationskod som rubriken avser men också den tillvaro som blivit hennes.
I Journal d’un recommencement undersöker en ung kvinna den katolska mässan som hon, efter flera år av ateism, åter tar del av varje vecka.
La Condition pavillonnaire skildrar en kvinna som ytligt sett lever ett gott liv med make och barn och relativt välstånd men där en gnagande otillfredsställelse ständigt gör sig påmind. Recensenter har associerat till en modern Madame Bovary, vilket återkommer i den engelska översättningen Madame Bovary of the Suburbs. Författaren tilldelades Prix Wepler för romanen.
Quand le diable sortit de la salle de bain beskriver med en humoristisk ton hur livet ter sig för en ung kvinna som är arbetslös och fattig men har ambitionen att bli författare.
Rouvrir le roman är en essä som behandlar romankonstens historik, formspråk och möjligheter till förnyelse.
I Trois fois la fin du monde lyckas en man under en nukleär katastrof fly från ett fängelse, och han kämpar därefter i ensamhet för sin överlevnad.
Cinq mains coupées återger det som hände fem unga män i olika delar av Frankrike, när de deltog i de "Gula västarnas" demonstrationer. De miste där alla en hand när ordningsmakten använde granater för att bekämpa manifestationerna.

## Priser och utmärkelser
- Prix Wepler 2014 (hedersomnämnande)
- Prix Trop Virilo 2015
- Prix de la Page 111 2018